# 第九代威灵顿公爵查尔斯·韦尔斯利
阿瑟·查尔斯·瓦莱里安·韦尔斯利（1945年8月19日—）为第九代威灵顿公爵、第九代滑铁卢亲王、第十代罗德里戈城公爵、第九代维多利亚公爵以及第九代托雷斯韦德拉什侯爵。他先于1945至1972年间为莫宁顿伯爵，后于1972年至2014年间为杜罗侯爵。他先以保守党成员的身份担任欧洲议会议员，后以世袭贵族的身份成为了英国上议院议员。

## 早年
查尔斯·韦尔斯利于1945年出生在位于英格兰伯克郡温莎的克里斯蒂安公主疗养院，其父为第八代威灵顿公爵瓦勒良·韦尔斯利，其母为戴安娜·韦尔斯利。他先后在路德格罗夫学校、伊顿公学以及牛津大学基督堂学院接受教育。